# Casa dell'Atrio Corinzio

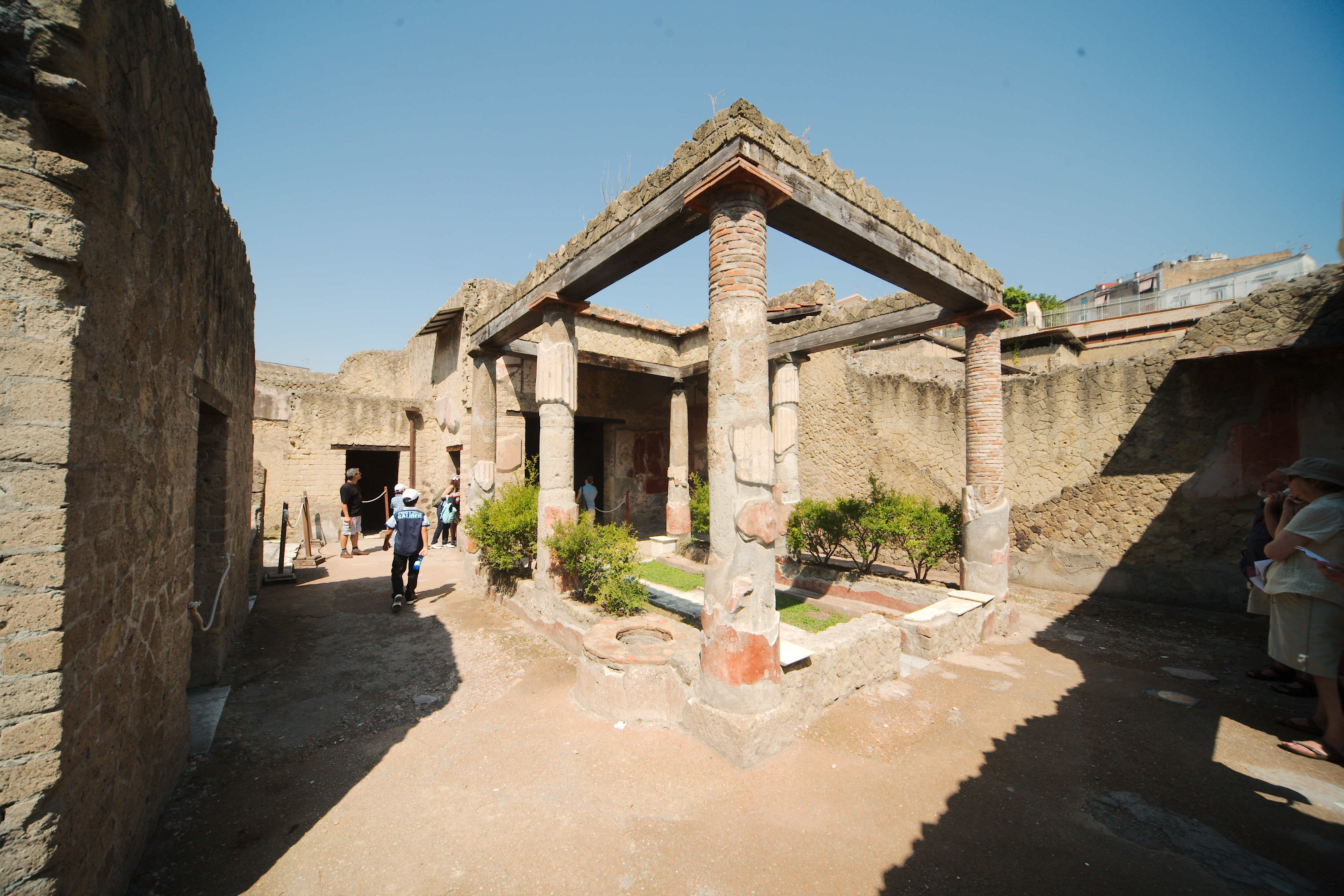
L'atrio

La casa dell'Atrio Corinzio è una casa di epoca romana, sepolta dall'eruzione del Vesuvio del 79 e ritrovata a seguito degli scavi archeologici dell'antica Ercolano: è così chiamata per via delle colonne dell'atrio, con capitello in ordine corinzio.

## Storia e descrizione
Di medie dimensioni, circa duecentotrenta metri quadrati, la casa dell'Atrio Corinzio è una delle più antiche della città ed ha l'ingresso principale posto lungo il cardo IV: questo è caratterizzato da un protiro con colonne in laterizio. Superate le fauci, tramite quattro gradini si accede all'atrio che funge anche da peristilio: questo presenta al centro un impluvium trasformato in fontana con puteale ed euripus in marmo, ed intorno è circondato da sei colonne in tufo, intonacate in bianco, con capitelli in ordino corinzio; l'ambiente si completa con pavimentazione in cocciopesto con l'aggiunta di pezzi di marmo colorato e affreschi alle pareti con zoccolatura in nero, zona mediana in rosso e nero e fregio bianco, decorato con disegni di elementi architettonici. Intorno all'atrio, eccetto lungo il lato settentrionale, si aprono tutti gli ambienti della casa, i quali presentano decorazioni in quarto stile: un cubicolo ha pannelli arancioni, separati tramite colonne disegnate, e fregio in bianco, arricchito con elementi architettonici, ed un pavimento a mosaico con tessere bianche e nere disposte a motivi geometrici con una zona centrale in opus sectile; un altro cubicolo presenta nuovamente pannelli arancioni, con al centro quadretti raffiguranti scene navali. Tra gli altri ambienti della casa: il tablino, adornato con disegni di elementi architettonici su fondo nero, l'oecus, con pareti affrescate con pannelli in arancione e nero, separati tramite elementi di architettura fantasiosa, ed un soffitto con volta a cassettoni dipinto e la cucina, che conserva una rampa di scala che conduce al piano superiore, edificato durante un secondo momento per ampliare la casa.